# Kanton Valgorge
Der Kanton Valgorge war bis 2015 ein französischer Wahlkreis im Arrondissement Largentière, im Département Ardèche und in der Region Rhône-Alpes; sein Hauptort (frz.: chef-lieu) war Valgorge. Die landesweiten Änderungen in der Zusammensetzung der Kantone brachten im März 2015 seine Auflösung.
Der Kanton Valgorge war 134,59 km² groß und hatte 1158 Einwohner (Stand 2012).

## Gemeinden
| Gemeinde     | Einwohner (Stand: 2022) | Code postal | Code Insee |
| ------------ | ----------------------- | ----------- | ---------- |
| Beaumont     | 261                     | 07110       | 07029      |
| Dompnac      | 77                      | 07260       | 07081      |
| Laboule      | 144                     | 07110       | 07118      |
| Loubaresse   | 45                      | 07110       | 07144      |
| Montselgues  | 86                      | 07140       | 07163      |
| Saint-Mélany | 107                     | 07260       | 07275      |
| Valgorge     | 415                     | 07110       | 07329      |